# Estados de emergencia en Venezuela

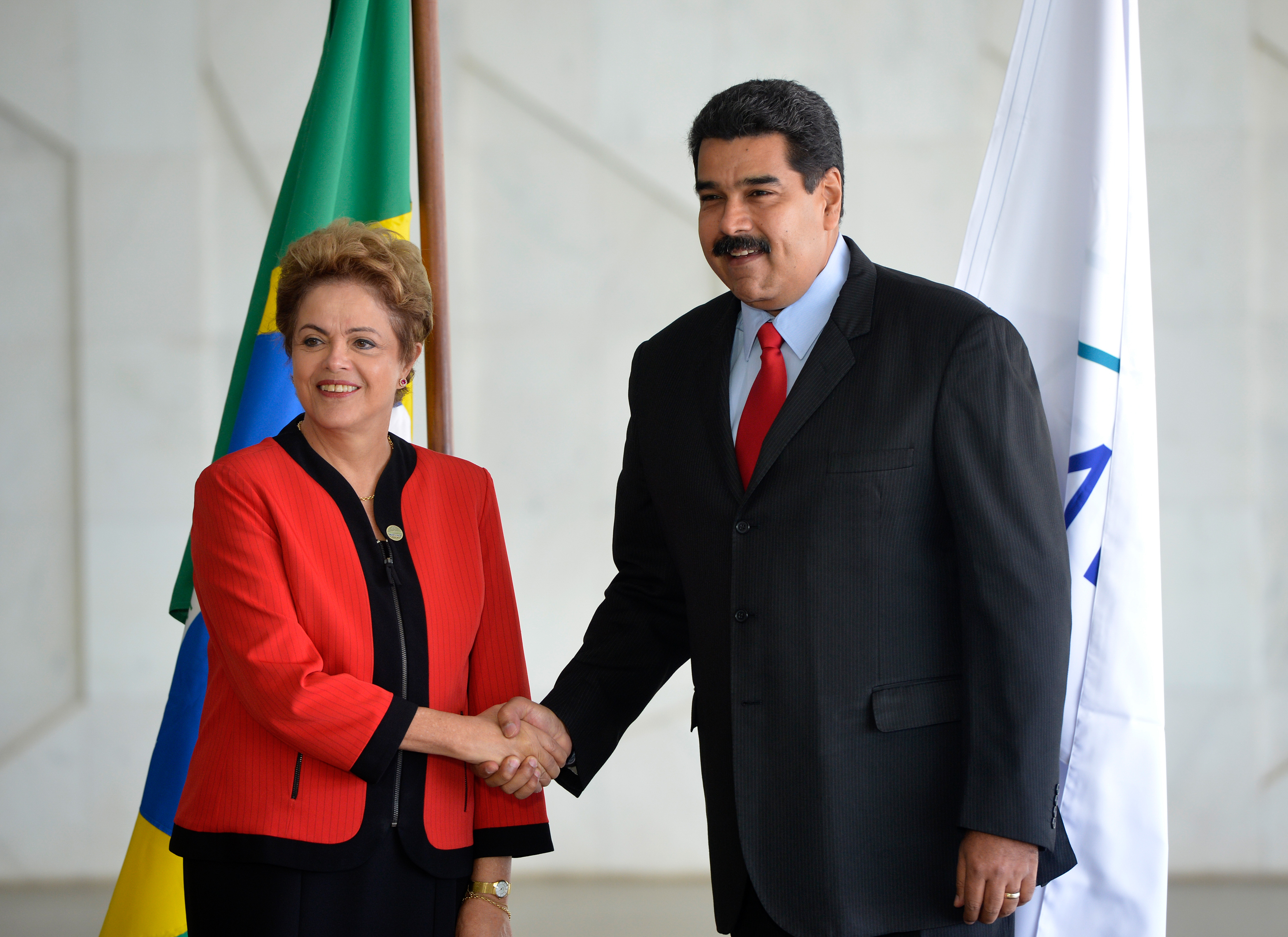
Dilma Rousseff y Nicolás Maduro.

Declaraciones de Estado de emergencia en Venezuela.

## Estado de emergencia de 2010
El 8 de febrero de 2010 el presidente Hugo Chávez decreto emergencia eléctrica nacional durante 60 días y prolongable, debido a la Crisis energética de Venezuela.

## Estado de emergencia de 2015

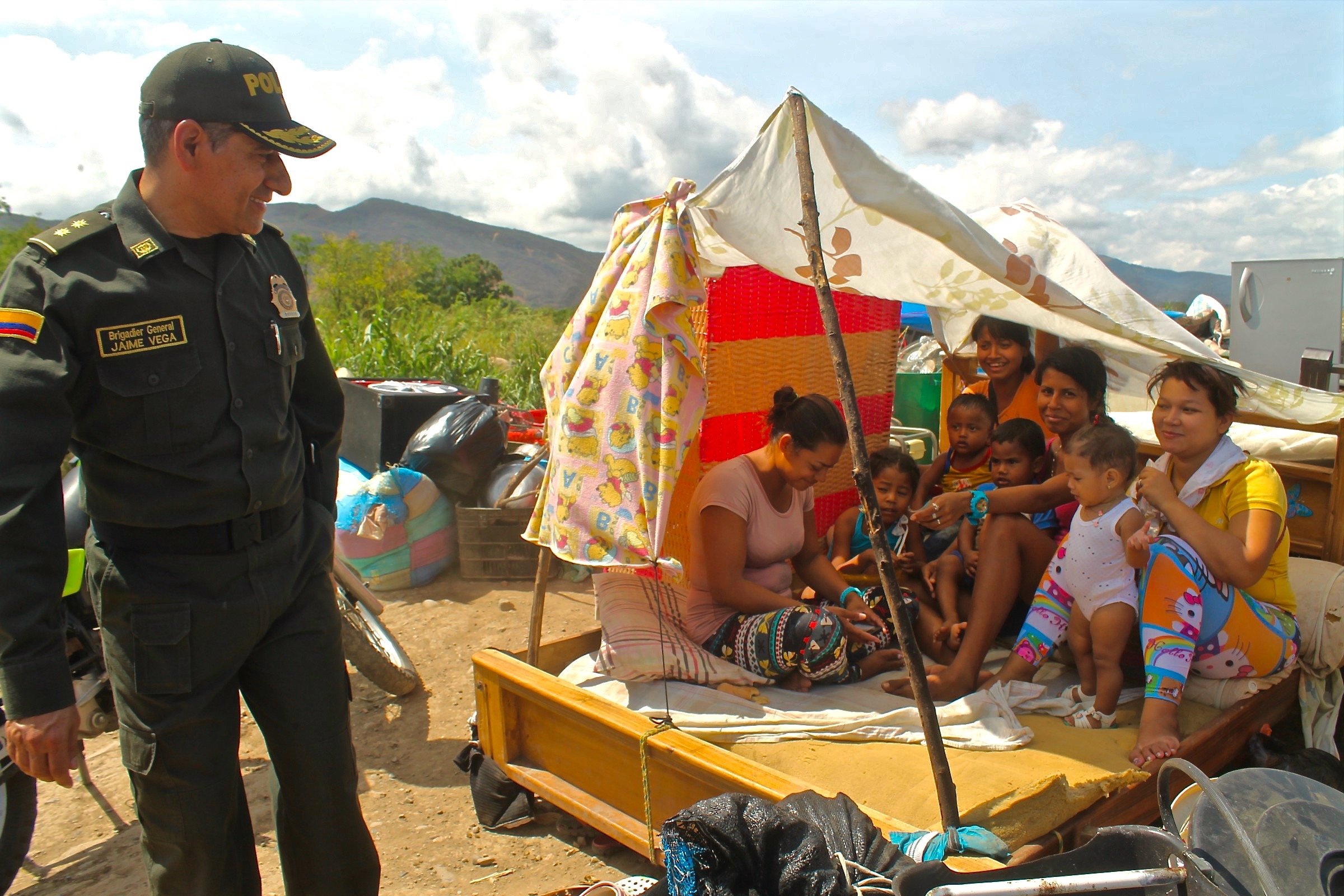
refugiados colombianos durante la Crisis entre Colombia y Venezuela de 2015.

En 2015 se declaró un estado de emergencia debido a problemas cerca de la frontera con Colombia, lo que resultó en la suspensión de las garantías constitucionales y la Crisis entre Colombia y Venezuela de 2015.

## Estado de emergencia de 2016
El 13 de mayo de 2016, el presidente Nicolás Maduro declaró el estado de emergencia en Venezuela. Maduro no explicó los detalles de esta condición de emergencia, pero mencionó una conspiración dentro del país y de un país de la OPEP y Estados Unidos para derrocar al gobierno de Caracas.

### Justificación
Nicolás Maduro acusó a Estados Unidos de fomentar un golpe encubierto contra su gobierno. El 13 de mayo, viernes por la noche, la televisión estatal transmitió declaraciones de Maduro diciendo: “ Washington activa medidas a pedido de la derecha fascista de Venezuela, envalentonada por el golpe de Estado en Brasil”. Según la opinión de Maduro, el proceso de juicio político contra la presidenta brasileña Dilma Rousseff es una señal de que él es el próximo. En una reunión con el Consejo de Ministros, Maduro afirmó que el decreto de estado de emergencia está dirigido contra "parásitos oligárquicos y especuladores".

### Reacciones
La Asamblea Nacional, dominada por la oposición, inició un proceso para revocar a Maduro como presidente, citando como motivos las malas condiciones como escasez de alimentos y medicamentos, cortes de energía, saqueos y aumento de la tasa de inflación, junto con denuncias de corrupción, narcotráfico y violaciones de derechos humanos. Tomás Guanipa, diputado opositor, dijo: “Hoy Maduro ha vuelto a violar la constitución. ¿Por qué? Porque tiene miedo de ser revocado”.
En el período previo a la declaración, los funcionarios de inteligencia de los Estados Unidos dijeron a los periodistas que estaban preocupados por una crisis económica y política en Venezuela y pronosticaron que Maduro no completaría su presidencia. Agregaron: "Puedes escuchar el hielo resquebrajarse. Sabes que se avecina una crisis".

## Estado de emergencia en 2022

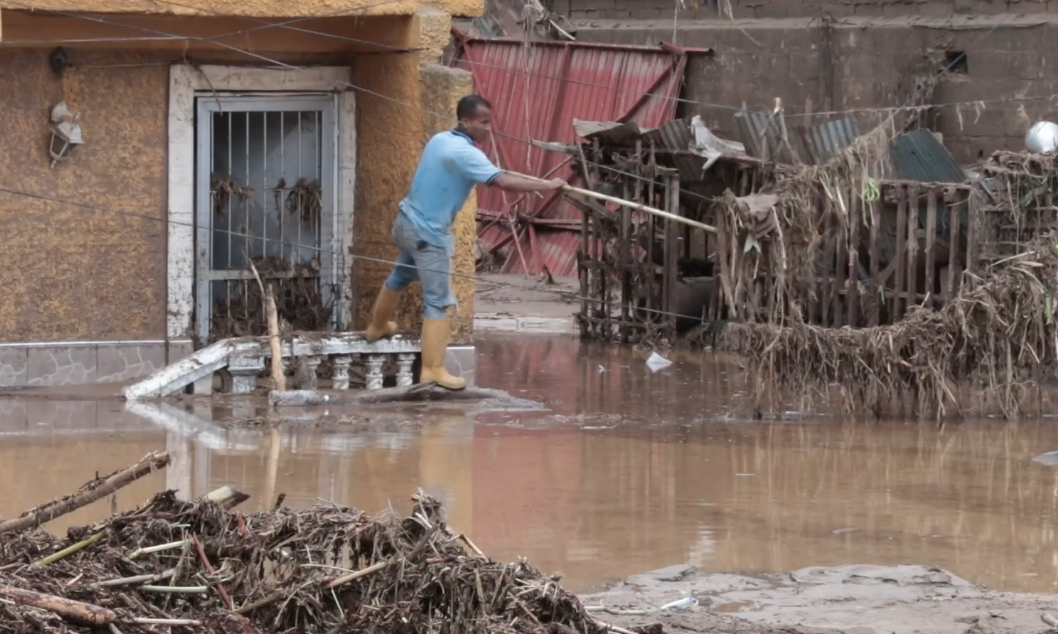
Tragedia de Las Tejerías de 2022.

El 27 de abril de 2022 fue decretado mediante Gaceta Oficial N° 42.364, un estado de emergencia por 90 días en los estados Mérida, Zulia, Trujillo, Táchira y el Distrito Capital, esto debido a las fuertes lluvias que venían azotando el territorio nacional.